# エンプティ・マン
『エンプティ・マン』（The Empty Man）は2020年のアメリカ合衆国のホラー映画。監督はデヴィッド・プライアー、出演はジェームズ・バッジ・デールとマリン・アイアランドなど。カレン・バンとヴァネッサ・R・デル・レイが2014年より発表しているグラフィックノベル『The Empty Man』を原作とし、米国の地方を舞台に謎の男「エンプティ・マン（無の男）」をめぐる騒動と、次々と起きる悲劇を描いたオカルトホラー。
日本において本作は劇場公開されなかったが、20世紀スタジオ ホーム エンターテイメント（ウォルト・ディズニー・ジャパン）が2021年6月9日よりデジタル配信を開始した。

## ストーリー
1995年、米国人のポールは仲間たちとブータンでトラッキングを行い、岩の裂け目に転落した。地底で、500年間封じられていた「得体の知れないもの」を呼び覚ましてしまうポール。23年後。元警察官のジェームズは、妻子を交通事故で亡くした心の傷を抱え、抗うつ剤に頼ってひっそり暮らしていた。ジェームズには、未亡人のノラと娘のアマンダという友人がいた。ジェームズに、現実世界についての自説を語るアマンダ。この世の全てはまぼろしで、古来より、別の世界から送電線のように送られて来た思考が、人間や世界を形作っているに過ぎないというのだ。翌日、アマンダが失踪した。独自にアマンダを探し始めるジェームズ。アマンダと仲間の高校生たちは二日前に、都市伝説の｢無の男（エンプティ・マン）｣を呼び出す儀式を行っていたいう。儀式に参加した高校生たちの自殺体を発見するジェームズ。現場には｢”無の男”がさせた｣と書き置きが残されていた。しかし、アマンダだけは見つからない。アマンダが関わっていた「ポンティフェックス（大神官）研究所」というカルト教団を調べ始めるジェームズ。研究所の教義は、精神世界の統合だった。あらゆる境界を消し去り、現実は無に帰し、大量虐殺によって果て無き混沌だけが残る。教義を達成するために外の世界からパワーを受信し、送電線のように信者に伝えているのは、23年前にブータンで遭難したポールだった。ポールは遭難以来ずっと昏睡状態で、命が尽きかけていた。ポールが入院する集中治療室で、アマンダを見つけるジェームズ。ポールに代わり、人々にパワーを伝える新しい感染源が必要だと話すアマンダ。そのためにジェームズを造ったと。時間をかけて十分に集中すれば肉体をも生み出せる。アマンダは元警官というプロフィールを組み立て、死んだ高校生たちのエネルギーを使って集中することで、三日前にジェームズという男を作り出したのだ。妻子を亡くしたというジェームズの負の記憶は、事件にのめり込むための「作られた動機」だった。抗いきれずに、「得体の知れないもの」を受け入れるジェームズ。ポールは死に、新しい「無の男」に信者たちはひれ伏した。

## キャスト
- ジェームズ・ラソンブラ: ジェームズ・バッジ・デール
- ダヴァラ・ウォルシュ: サマンサ・ローガン（英語版）
- アーサー・パーソンズ: スティーヴン・ルート
- ブランドン・マイバム: ジョエル・コートニー
- ノラ・クエイル: マリン・アイアランド
- ポール: アーロン・プール（英語版）
- トゥルパ: アダム・ファーガソン
- ダンカン・ウェスト: オーウェン・ティーグ
- グレッグ: エヴァン・ジョニカイト（英語版）
- アリソン・ラソンブラ: ターニャ・ヴァン・グラーン（英語版）
- ヴィリアーズ刑事: ロン・カナダ
- ギャレット: ロバート・アラマヨ（英語版）
- ジ・エンティティ: ロバート・クーツ
- ジ・エンティティ: ブライアン・スティール（英語版）

## 製作・音楽
2016年2月9日、20世紀フォックスがグラフィックノベル『The Empty Man』の映画化権を獲得したと発表した。7月7日、ジェームズ・バッジ・デールの出演が決まったと報じられた。8月31日、本作の主要撮影がイリノイ州エドワーズビルで始まった。9月27日、アーロン・プールの起用が発表された。10月、オーウェン・ティーグとスティーヴン・ルートがキャスト入りした。2018年5月14日、クリストファー・ヤングが本作で使用される楽曲を手がけることになったとの報道があった。2020年10月23日、ハリウッド・レコードが本作のサウンドトラックを発売した。

## 公開・興行収入
当初、本作は2020年8月7日に全米公開される予定だったが、新型コロナウイルスの感染拡大の影響を受け、本作の全米公開日は同年12月4日→10月23日と変更されることになった。
2020年10月16日、本作のオフィシャル・トレイラーが公開された。23日、本作は全米2027館で封切られ、公開初週末に131万ドルを稼ぎ出し、週末興行収入ランキング初登場3位となった。

## 作品の評価
Rotten Tomatoesによれば、25件の評論のうち高評価は76%にあたる19件で、平均点は10点満点中5.8点となっている。